# Santa Julia (station)
Santa Julia är en tunnelbanestation i tunnelbanesystemet Metro de Santiago de Chile i Santiago, Chile. Den nästföljande stationen i riktning mot La Cisterna är La Granja och i den andra riktningen är det ändstationen Vicuña Mackenna.